# 0362

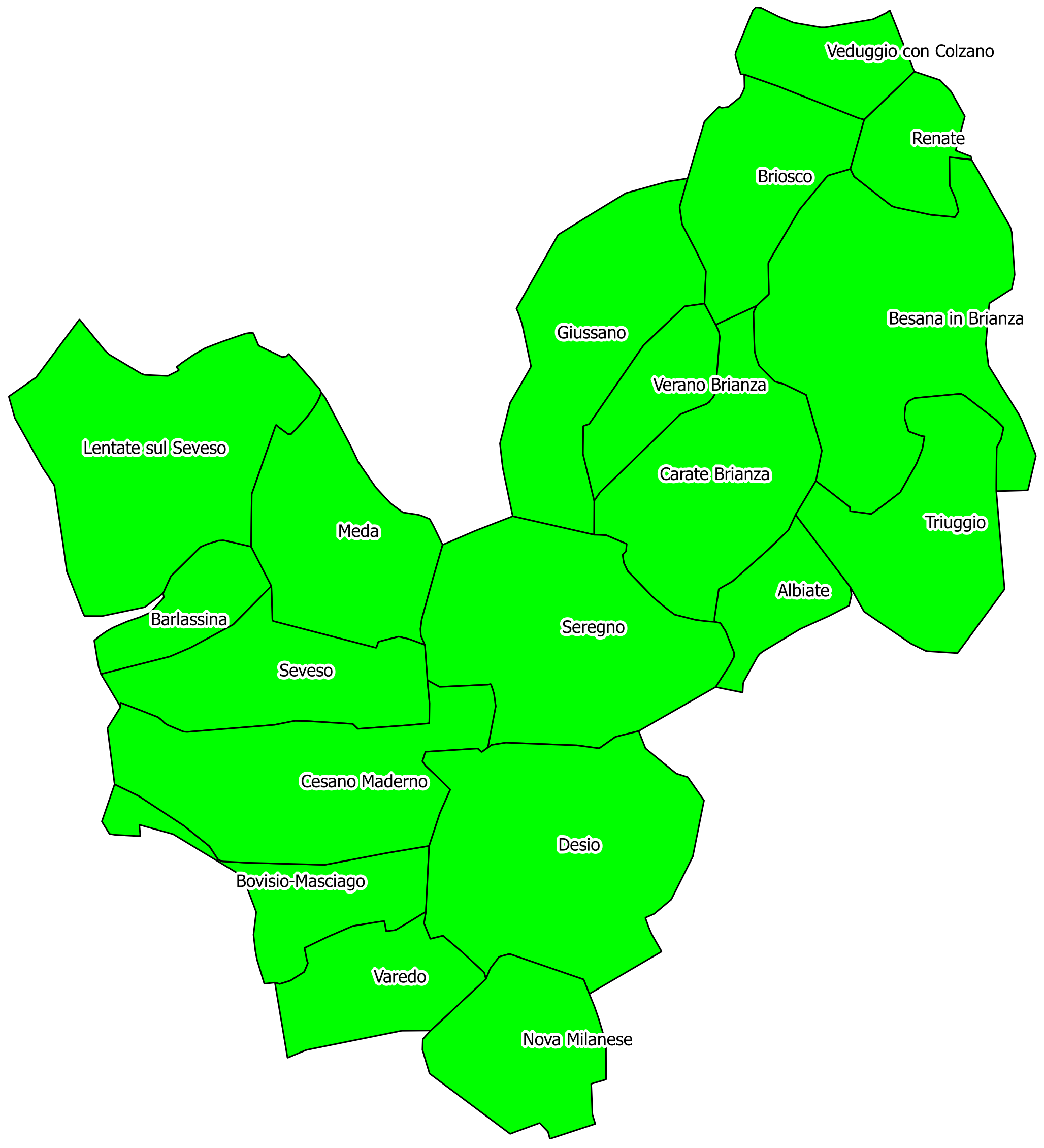
Comuni del distretto di Seregno

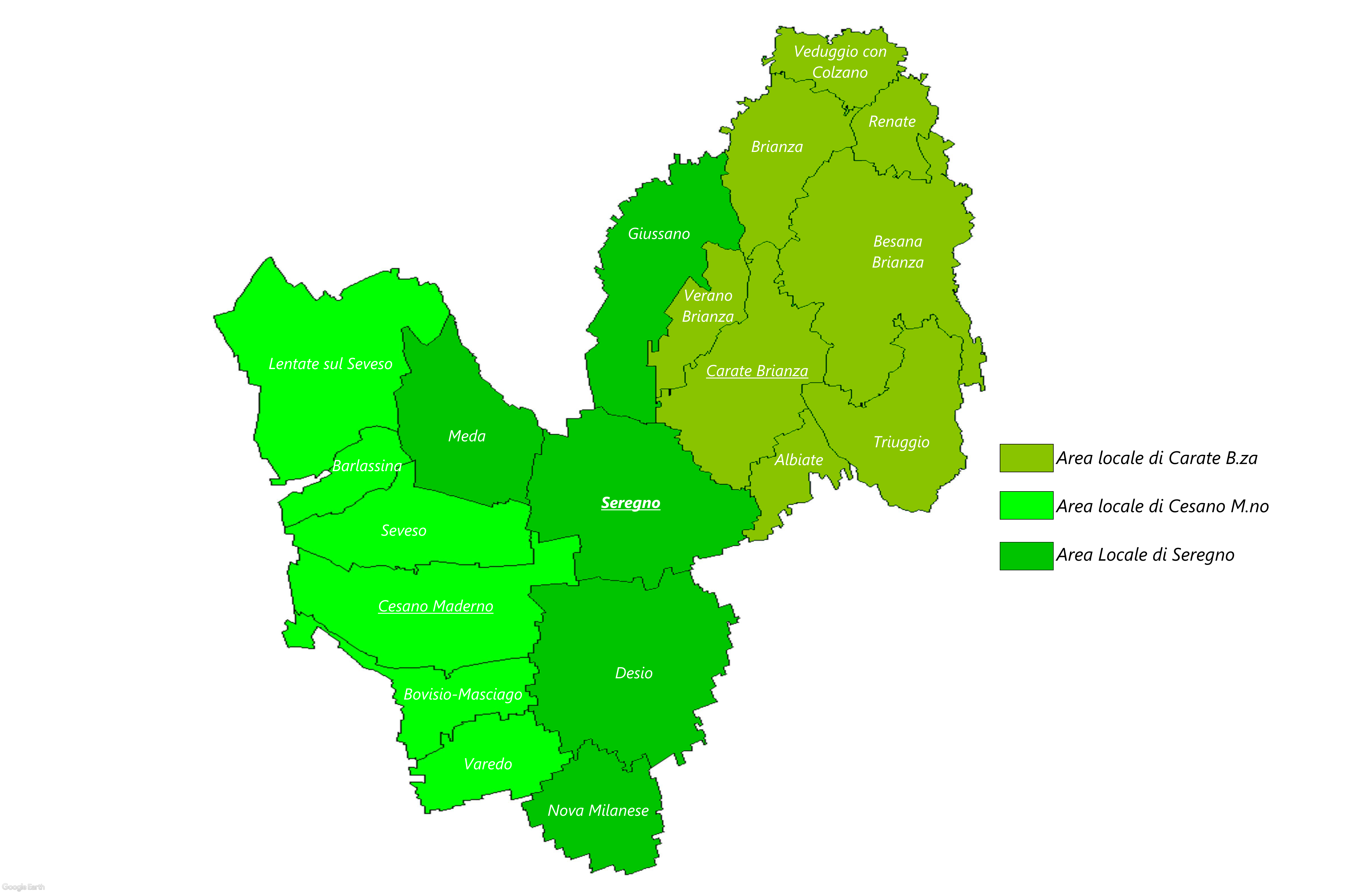
Aree locali

0362 è il prefisso telefonico del distretto di Seregno, appartenente al compartimento di Milano.
Il distretto comprende la parte centrale della provincia di Monza e della Brianza. Confina con i distretti di Como (031) a nord, di Monza (039) a est e di Milano (02) a sud e a ovest.

## Aree locali e comuni
Il distretto di Seregno comprende 19 comuni compresi nelle 3 aree locali di Carate Brianza, Cesano Maderno e Seregno, coincidenti con gli omonimi ex settori. I comuni compresi nel distretto sono: Albiate, Barlassina, Besana in Brianza, Bovisio Masciago, Briosco, Carate Brianza, Cesano Maderno, Desio, Giussano, Lentate sul Seveso, Meda, Nova Milanese, Renate, Seregno, Seveso, Triuggio, Varedo, Veduggio con Colzano e Verano Brianza
L'area locale di Carate Brianza comprende i comuni di: Albiate, Besana in Brianza, Briosco, Carate Brianza, Renate, Triuggio, Veduggio con Colzano e Verano Brianza.
L'area locale di Cesano Maderno comprende i comuni di: Barlassina, Bovisio Masciago, Cesano Maderno, Lentate sul Seveso, Seveso e Varedo.
L'area locale di Seregno comprende i comuni di: Desio, Giussano, Meda, Nova Milanese e Seregno.